# Шперер, Людвиг Францевич
Людвиг Францевич Шперер (нем. Ludwig Spörer; 1835—1898)) — русский архитектор, академик архитектуры Императорской Академии художеств.

## Биография
Окончил Академию Художеств в 1862. Получил награды Академии художеств: малая серебряная медаль (1856), малая серебряная (1857) за «проект церкви», большая серебряная (1859) за «проект арсенала», малая золотая (1861) за «проект здания Публичной Библиотеки», большая золотая медаль (1862) за «проект здания Академии Художеств в одном из приморских городов южного края России на 300 вольноприходящих учеников». Получил звание классного художника-архитектора (1862). Отправлен пенсионером Академии художеств за границу (1863). Получил звание академика (1866).
С 1877 по 1882 год работал архитектором Гатчинского дворцового правления, с 1882 по 1890 был ревизором-техником Контроля министерства Императорского двора. Был также архитектором 1-го Российского страхового общества.
Похоронен на лютеранской части Нового кладбища Гатчины. Надпись на надгробном памятнике (на немецком языке): «Академик архитектуры Людвиг Шперер род. 28 майя 1835 сконч. 1 января 1898 Горы должны отступать и холмы падать, но моя милость не должна тебя покинуть.»

## Проекты

### Санкт-Петербург
- Разъезжая улица, д.№ 13/улица Правды, д.№ 2 — доходный дом. 1862—1863. (Расширен).
- Средний проспект, д.№ 13/2-я линия, д.№ 41 — доходный дом. Перестройка. 1870—1871, 1880.
- Набережная Адмиралтейского канала, д.№ 21 — доходный дом. 1873.
- Большой проспект Васильевского острова, д.№ 43/12-я линия, д.№ 7 — доходный дом. 1876. Включен существовавший дом.
- Большая Пушкарская улица, д.№ 18/Введенская улица, д.№ 4 — доходный дом. 1879.
- Набережная Макарова, д.№ 10 — Биржевая линия, д.№ 18 — Биржевой переулок, д.№ 1 — Волховский переулок, д.№ 2 — доходный дом Г. Г. Елисеева. Перестройка. 1879.
- Большая Морская улица, д.№ 53/Почтамтский переулок, д.№ 8 — особняк Л. Н. Корнеевой. Изменение фасадов. 1880.
- Невский проспект, д.№ 16 — Большая Морская улица, д.№ 7 — доходный дом С. М. Тедески. Перестройка 1880-1881 годов. (Перестроен).
- Набережная реки Мойки, д.№ 85 — дом Российского страхового от огня общества. Перестройка. 1882—1885.
- Набережная Обводного канала, д.№ 223—225 — корпуса Российской бумагопрядильной мануфактуры. Надстройка и расширение. 1883.
- 1-я линия, д.№ 50 — доходный дом. 1891—1892. Включен существовавший дом. (Надстроен).
- Измайловский проспект, д.№ 29, двор — корпуса издательства А. Ф. Маркса. 1894—1895.

### Гатчина
- Проекты металлических мостов в Гатчинском парке
- Проекты караулок в гатчинском парке (их строительством руководил И. К. Клодницкий)

### Другие проекты
- Собственная дача архитектора в Сиверской (Красная улица, 61).

## Семья
Жена — Мария Шперер, урождённая Хольту (1836—1889). Сын — Франц Людвигович Шперер (1864—1908).